# Adolf Langfeld
Adolf Langfeld, (in tedesco Adolf Ferdinand Helmut August Wilhelm Langfeld) (Rostock, 27 agosto 1854 – Schwerin, 4 agosto 1939), è stato un politico tedesco, ultimo primo ministro del Granducato di Meclemburgo-Schwerin dal 1914 al 1918.

## Biografia
Adolf Langfeld studiò legge presso le università di Lipsia, Heidelberg e Rostock. Dopo aver superato l'esame di avvocatura, lavorò come avvocato a Rostock e nello stesso tempo ricoprì l'incarico di revisore dei conti presso l'ufficio granducale.
A questo punto della sua carriera si spostò a Schwerin ove ottenne l'incarico di procuratore presso la corte locale, poi fu magistrato a Gadebusch e infine giudice della corte distrettuale di Güstrow.
Adolf Langfeld prestò servizio dunque come consigliere presso il Ministero della Giustizia del granducato e venne nominato membro supplente al consiglio federale di Berlino, atto dopo il quale divenne Presidente del tribunale di Schwerin. Durante la giovane età del granduca ereditario Federico Francesco, figlio di Federico Francesco IV, egli gli fu precettore negli studi di legge. Nel 1914 egli venne nominato dapprima Ministro della Giustizia e poi, conservando questa carica, venne nominato anche Primo Ministro del granducato di Meclemburgo-Schwerin, posizione che mantenne sino alla scoppio della rivoluzione tedesca del 1918 che detronizzò i principi dell'Impero tedesco.
Ritiratosi a vita privata, dal 1921 al 1933 fu presidente del sinodo nazionale della chiesa luterana evangelica di Meclemburgo. Egli venne chiamato a intervenire anche nella contesa per ilpossesso della Baia di Lubecca, fatto sul quale scrisse due pareri legali per il land di Meclemburgo-Schwerin. Nel 1930 venne pubblicata la sua autobiografia dal titolo "Mein Leben".

## Opere
- Über die Grenzen der Staatshoheit von Mecklenburg-Schwerin und Lübeck in der Lübecker Bucht. Rechtsgutachten, in: JVMGA, Bd. 90, Schwerin 1926, S. 1 bis 14. (Digitalizzato Archiviato il 13 gennaio 2014 in Internet Archive.)
- Über die Grenzen der Staatshoheit in der Travemünder Bucht. Zweites Erachten, in: JVMGA, Bd. 90, Schwerin 1926, S. 15 bis 24. (Digitalizzato Archiviato il 13 gennaio 2014 in Internet Archive.)
- Mein Leben, Schwerin 1930.